# Moustiers-Sainte-Marie
Moustiers-Sainte-Marie je vesnice či městečko založené roku 433 proslavené výrobou fajánsí v zelené, žluté a modré barvě, která se používala v 17. století na stolech francouzské aristokracie. Toto nádobí je zde vystaveno v Muzeu fajánse.
Dominantou vsi je kaple Notre Dame de Beauvoir postavená na skalním výběžku mezi horskými štíty spojenými stříbrným řetězem se zlatou hvězdou hvězdou. Ze vsi tam vede křížová cesta.

## Geografie
Sousední obce: Roumoules, Puimoisson, Saint-Jurs, Majastres, La Palud-sur-Verdon, Aiguines, Les Salles-sur-Verdon a Sainte-Croix-du-Verdon.

## Památky
- románský kostel Notre-Dame-de-l'Assomption z 12. století

## Vývoj počtu obyvatel
Počet obyvatel

## Partnerská města
- Montelupo Fiorentino

## Galerie

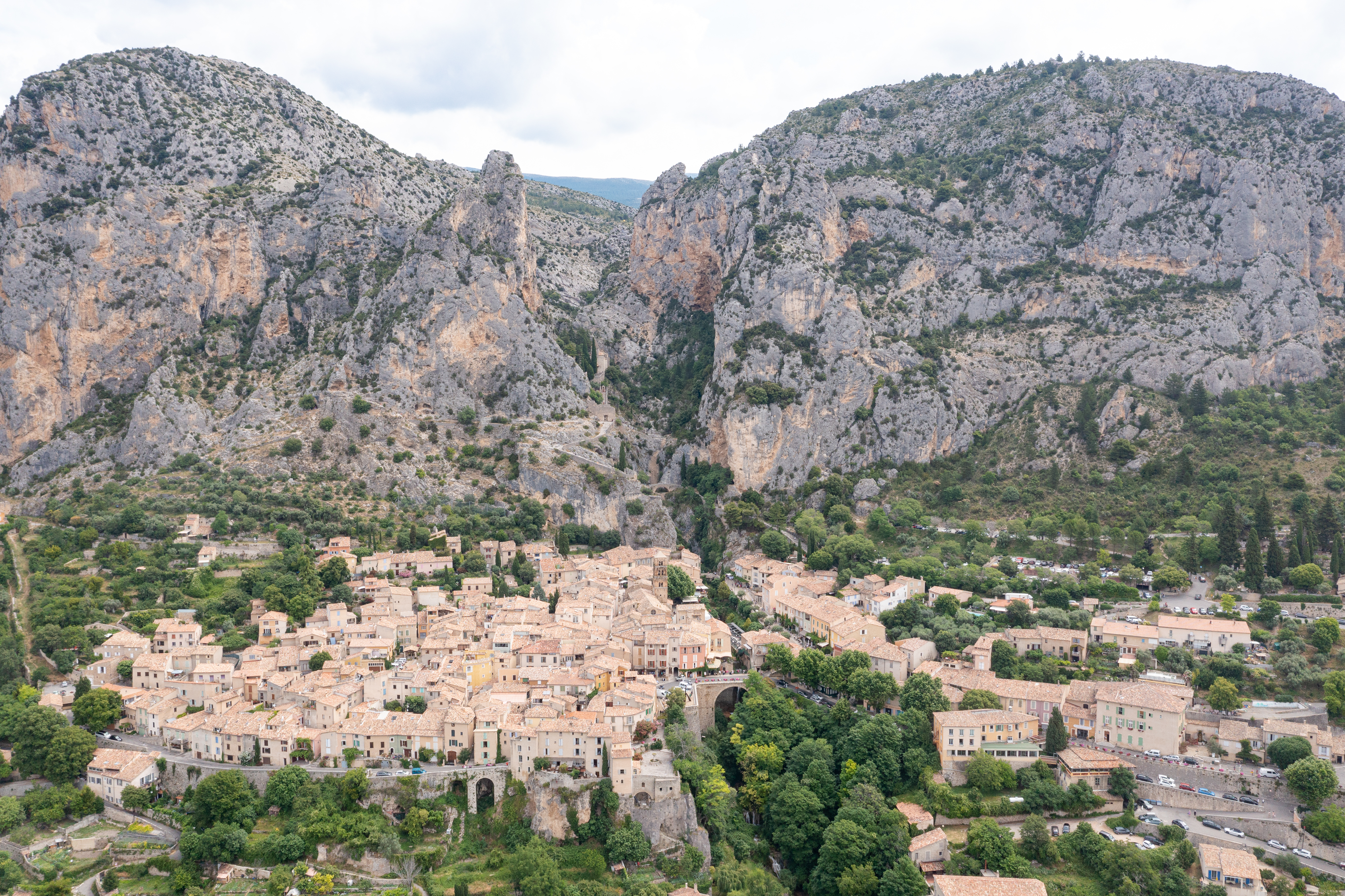
letecký pohled na Moustiers-Sainte-Marie
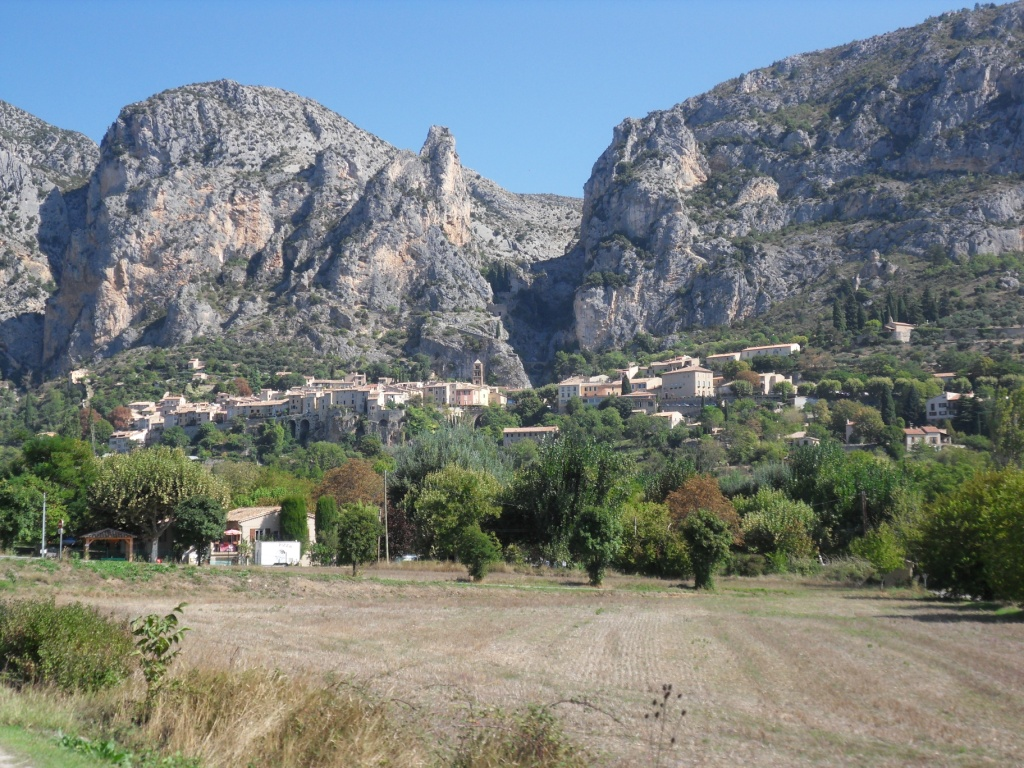
pohled na Moustiers-Sainte-Marie
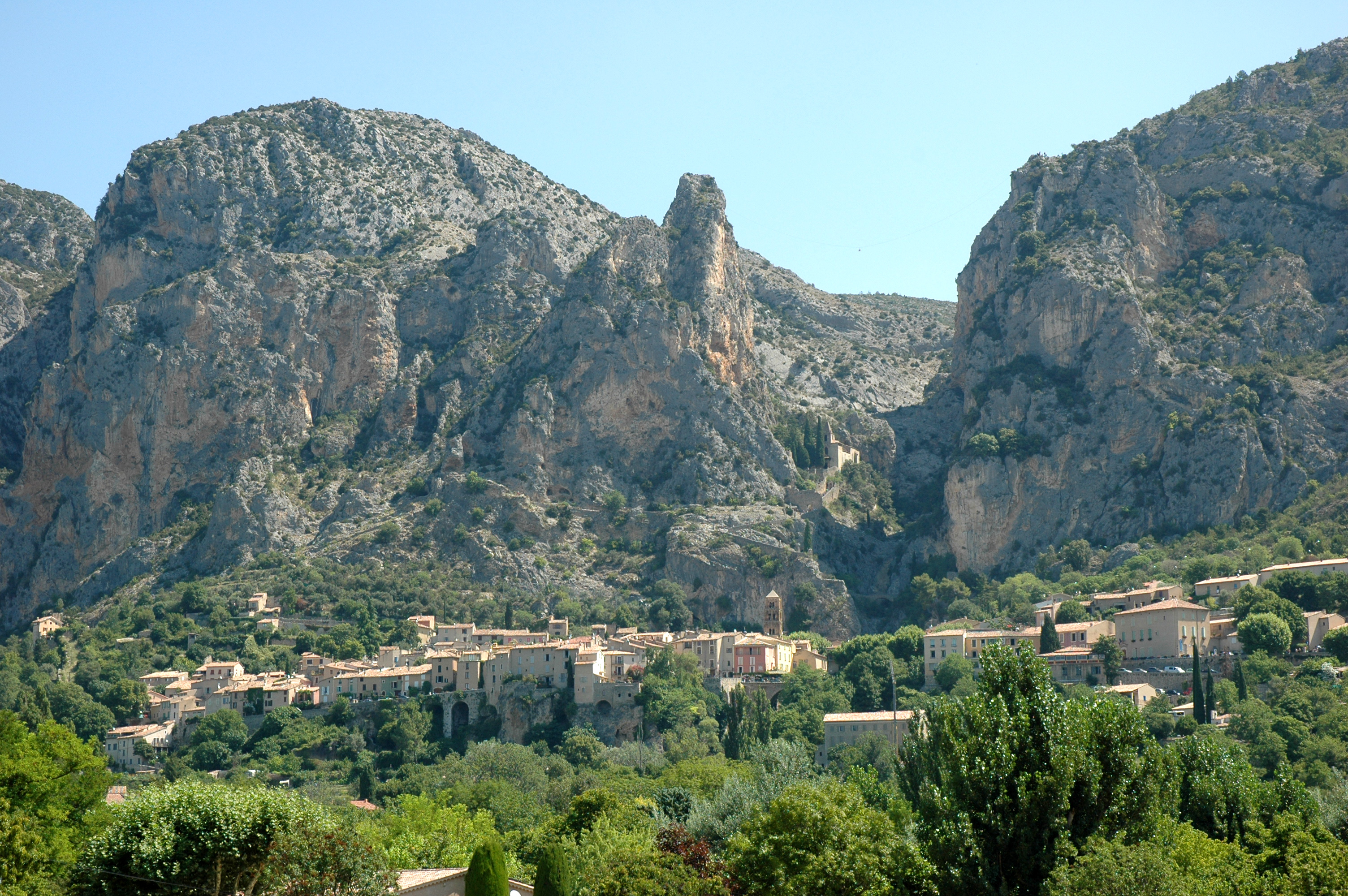
pohled na Moustiers-Sainte-Marie
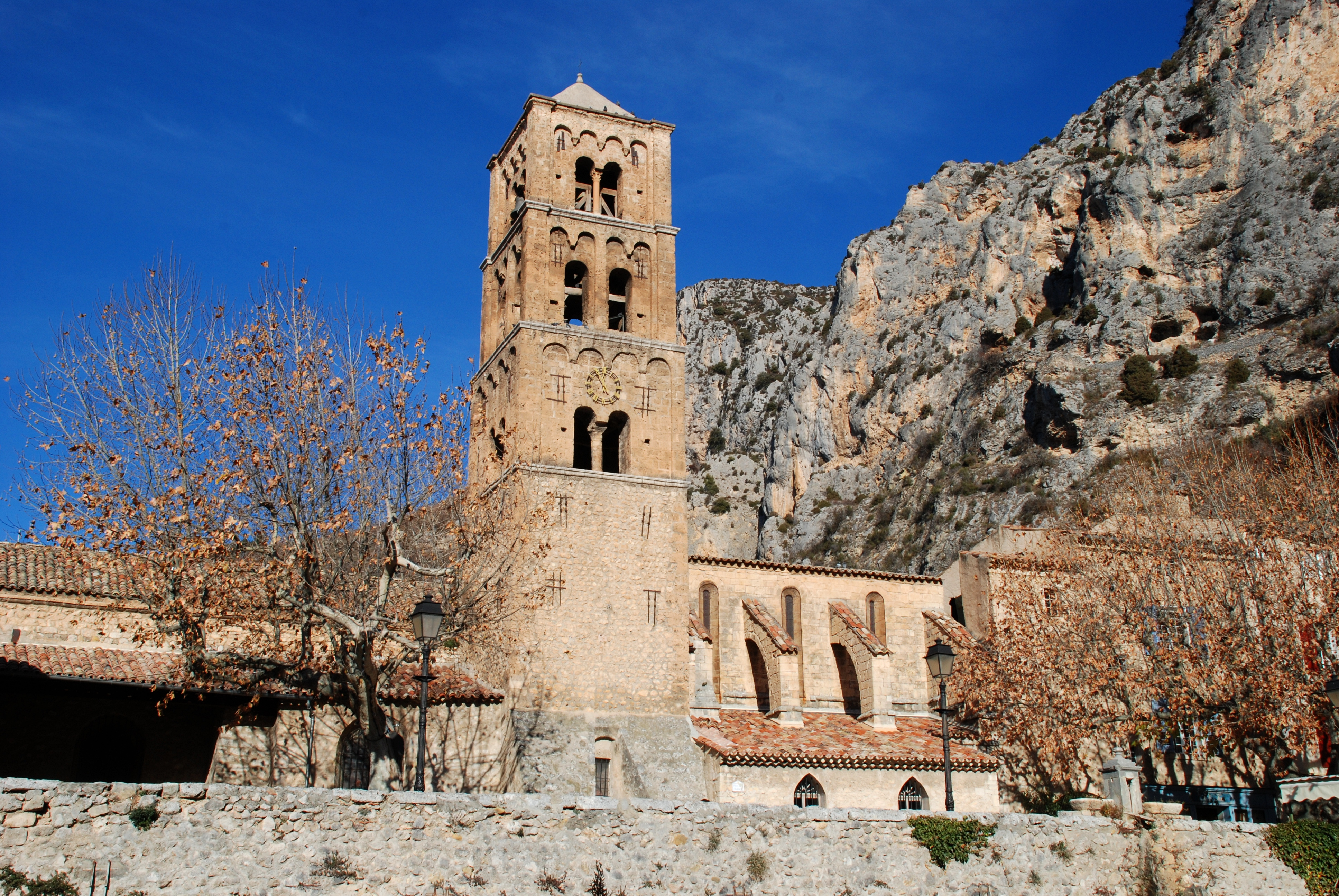
románský kostel Notre-Dame-de-l'Assomption
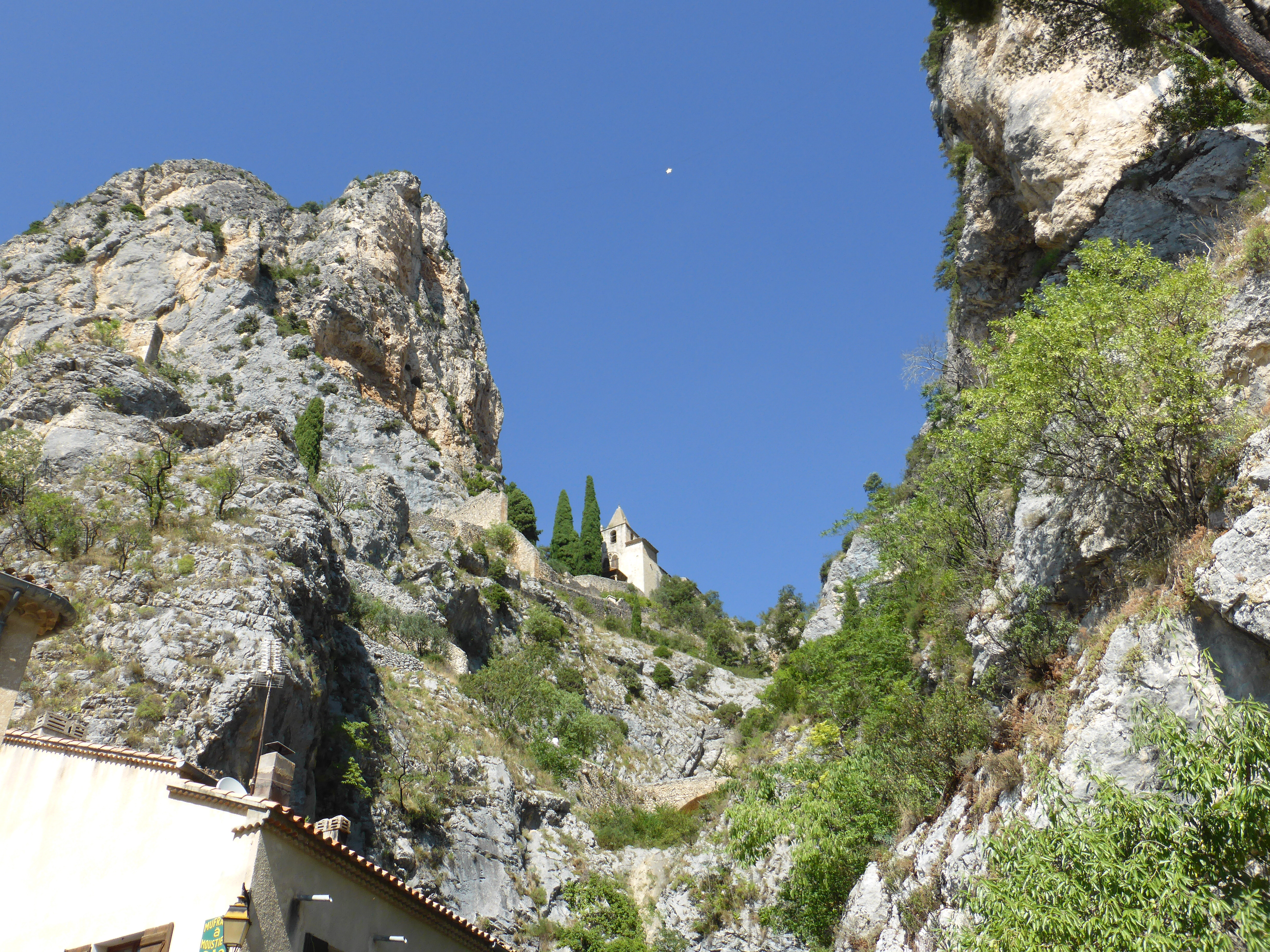
kaple Notre-Dame de Beauvoir
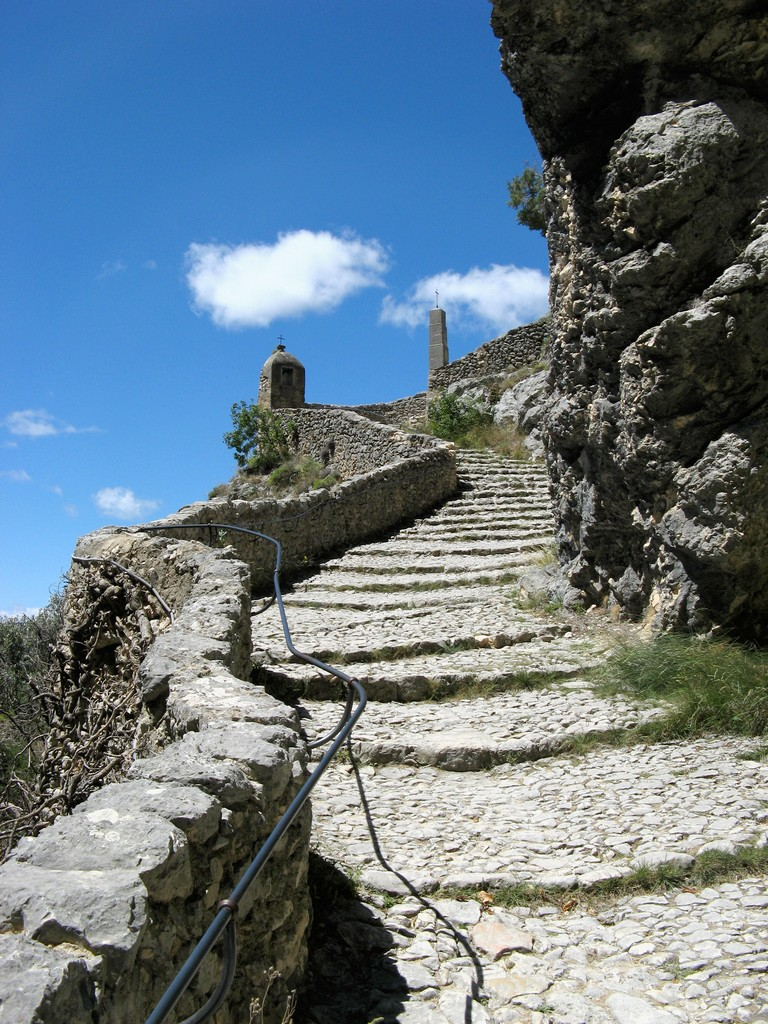
cesta ke kapli Notre-Dame de Beauvoir